# Allochrostes uniornata
Allochrostes uniornata là một loài bướm đêm trong họ Geometridae.